# Ізюмов Овсій Прокопович
Овсій Прокопович Ізюмов (нар. 21 червня (2 липня) 1899, с. Вершани Олександрівського повіту Херсонської губернії — грудень 1937) — український мовознавець.

## Життєпис
Народився 21 червня (03 липня) 1899 року в селі Вершани Олександрівського повіту Херсонської губернії. Закінчив Київський археологічний інститут.
З 1932 був науковим співробітником відділу української мови Інституту мовознавства АН УРСР, брав також участь у роботі словникового відділу та консультаційного бюро цього ж інституту.
В 1937 працював викладачем української та російської мов Київського інституту підвищення кваліфікації господарників.
Незаконно репресований 1937 (розстріляний), реабілітований 1960.

## Наукова діяльність
Укладач словників:
- «Російсько-український словник» (1926, 4 перевидання)[1]
- «Українсько-російський словник: За новим правописом» (1930)[2]
- «Словник чужомовних слів» (1932, у співавт.).[3]
- Ізюмов О. Техніка української мови / О. Ізюмов. — У Київі : Т-во ”Час”, 1926. — 190 с. [Архівовано 30 вересня 2020 у Wayback Machine.]
- Ізюмов О. Російсько-український словник / О. Ізюмов. — Київ : Книгоспілка, 1926. — 656 с. [Архівовано 30 вересня 2020 у Wayback Machine.]
- Ізюмов О. Правописний словник / О. Ізюмов. – Харків : Радян. шк., 1931. – 580 с. [Архівовано 18 вересня 2020 у Wayback Machine.]

Створив ряд підручників і посібників з української мови (зокрема, самовчитель «Техніка української мови», 1926), які витримали кілька видань.
Автор статей:
- з лексикографії:
  - «До питання про укладання двомовних словників», 1935,
- морфеміки й словотвору:
  - «Прикметникові суфікси в українській мові -астий, -ястий, -истий, -оватий, -уватий», 1936;
  - «Іменникові суфікси -ак(-як), -ар(-яр), -ач(-яч) в українській мові», 1937,
- лінгвостилістики й культури мови:
  - «Про мову деяких творів І. Микитенка», 1935.